# 中国人民解放军陆军合成第二〇三旅
合成第二〇三旅（英語：203rd Combined Arms Brigade），是中国人民解放军陆军第八十集团军下辖的一个中型合成旅，驻地山东省青岛市即墨区。

## 历史概述
2013年，机步一一六师拆分出三四六团组建机械化步兵第二〇三旅，即本旅。

## 沿革
参考资料：
| 部隊番號       | 使用時期      |
| -------------- | ------------- |
| 合成第二〇三旅 | 2017年4月至今 |

## 荣誉
- 清江团：前一一六师三四六团，现为本旅